# 커버낫
커버낫(COVERNAT)은 COVER-(다루다) NAT-Needle And Thread-(바늘과 실)의 합성어로,의복에 있어 기본 요소라 할 수 있는 바늘과 실. 그 바늘과 실이라는 기본에서 시작하여 기본에 충실한 옷을 다룬다라는 의미를 가지고 있습니다. 
2008년 FW 패딩, 컷앤소, 팬츠, 가방, 굿즈까지 토탈 웨어로 런칭해 빈티지웨어를 현대적인 관점에서 재해석한 상품과 당시 뉴욕.도쿄등 세계적으로 도시 스트릿컬쳐를 대변하는 픽시바이크를 전면적으로 내세우며 패딩, 컷앤소, 가방을 중점적으로 전개하는 한국 내 아메리칸 캐주얼 리딩 브랜드로 자리매김 하고있습니다.   